# Uncool & Proud
| Recensione | Giudizio |
| ---------- | -------- |
| Rockol     |          |

Uncool & Proud è l'ottavo album in studio del rapper italiano J-Ax, autoprodotto e pubblicato l'11 settembre 2020.
Uscito sotto lo pseudonimo J-Axonville, il disco è stato distribuito esclusivamente su SoundCloud inizialmente in via privata il 26 agosto, venendo reso pubblico l'11 settembre seguente, e si caratterizza per le sonorità marcatamente punk rock, pur influenzato dall'hip hop e pop. Il 27 agosto 2021 l'album è stato ripubblicato dalla Columbia Records in edizione digitale e vinile come parte della riedizione deluxe di ReAle intitolata SurreAle e con l'aggiunta del brano Sansone, per il quale è stato realizzato un video musicale.

## Descrizione
Dopo aver pubblicato il settimo album ReAle a gennaio 2020, J-Ax aveva lasciato più volte intendere attraverso la rete sociale di avere in serbo alcune novità musicali, senza tuttavia annunciare esplicitamente un nuovo album in studio. Una volta distribuito ufficialmente, il rapper ha spiegato la nascita del disco attraverso la seguente dichiarazione:

## Tracce
Testi e musiche di Alessandro Aleotti e Marco Arata.
1. Retirement Plan (vecchio, drogato e armato) – 2:46
2. Killing Cool People (la gente cool) – 2:57
3. Death to Contractors (vi meritate la crisi) – 3:31
4. Boomer Genocide (l'unica soluzione) – 2:47
5. Old Punk (violenza pedagogica) – 3:32
6. I Never Liked Me (non mi piaccio più) – 1:58
7. Waterpark Fucking (nel cesso dell'Acquafan) – 3:22
8. Narcissistic Bitch (rotture di cazzo) – 2:37
9. Vasco's Fault (colpa di Vasco) – 3:20
10. Ramones Is Sex Music (la mia tipa) – 2:58

## Formazione
- J-Ax – voce
- Mark the Hammer – chitarra, basso, batteria